# حسینی اصفهانی

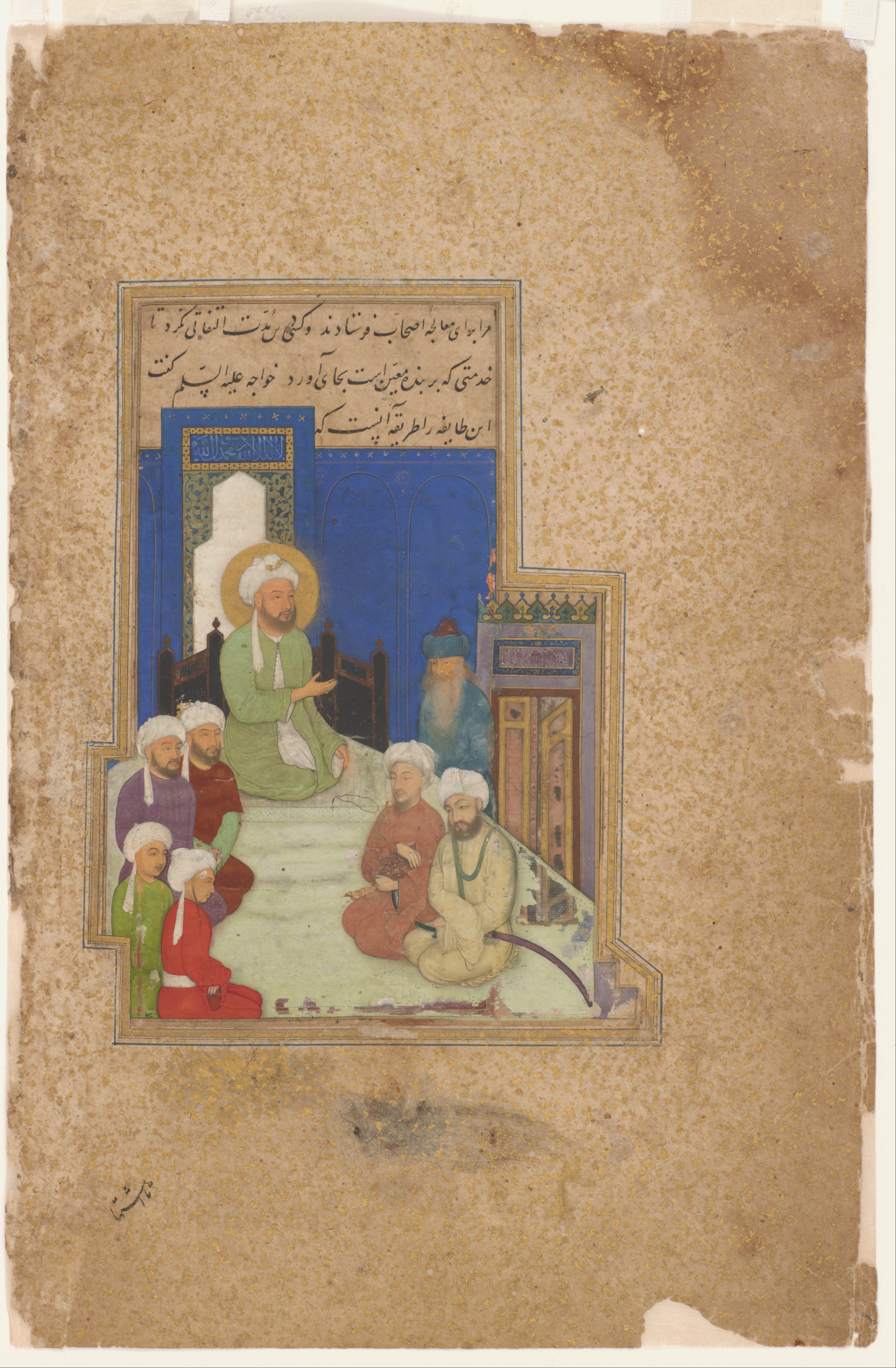
نقاشی از حسینی اصفهانی

حسینی اصفهانی دانشور ایرانی قرن پانزده میلادی از اصفهان بود. نام کامل او غیاث‌الدین علی بن علی امیران حسینی اصفهانی است.
او بیشتر به خاطر اثرش، دانشنامه جهان، که در باب علوم طبیعی شامل هواشناسی، کانی‌شناسی، گیاه‌شناسی و آناتومی به فارسی نگاشته مشهور است. رساله ای از وی دربارهٔ مواد غذایی در کتابخانه ملی پزشکی ایالات متحده آمریکا موجود می‌باشد.